# Danna García
Danna Maríe García Osuna (Bogotá, 4 de fevereiro de 1978) é uma atriz e cantora colombiana. Danna é filha da também cantora colombiana Claudia Osuna. No Brasil, é conhecida pelas novelas Café com aroma de mulher e  Paixões Ardentes.

## Biografia
Iniciou sua carreira gravando comerciais de televisão. Aos 7 anos, já apresentava o programa Notituticuanti, e protagonizava os telesseriados Imagínate, Tantas Cosas e Seres queridos. Logo vieram mais de 25 aparições na televisão e em telenovelas como Al final del Arco-íris, Azúcar, Zarabanda, Perro Amor, La Casa de las dos Palma, La otra raya del tigre e Victoria.
Desde que interpretou Marcela Vallejo na telenovela Café com aroma de mujer, Danna se projetou. Com suas atuações, chegou a milhões de lugares em toda América Latina, Estados Unidos, Espanha, Italia, Indonésia e até Japão.
Paralelamente a sua atuação em Café com aroma de mulher, debutou como cantora no grupo colombiano Café Moreno, ao lado da sua irmã a também atriz Claudia García, com Carolina Ángel e Zulu. Este grupo denominado 'Tropical Pop' resgatava canções do folclore popular da Colômbia, mas com a ideia de se posicionar entre o público jovem, que em 1994 os recebeu com grande aceitação.
O grupo lançou os álbuns 'Momposina' (1994) e 'Café Moreno' (1995) sob o selo 'Rodven Discos'. Em 1995, o quarteto musical acabou. Desde então, Danna consolidaria sua carreira como atriz, mesmo não permanecendo totalmente distante do canto, ao interpretar temas em duas de suas telenovelas: Perro Amor e Háblame de amor.
Em 1996, se tornou a primeira colombiana a ter papel em telenovelas do México, em Al norte del corazón, da TV Azteca. Após meses de trabalho, regressou em 1997 à Colômbia para fazer o papel de Sofía Santana na telenovela Perro Amor, com a que recebeu vários prêmios e nominações. Danna regressaria ao México depois de dois anos para protagonizar a telenovela Háblame de amor. Ao finalizar as gravações, viajou a Nova Iorque para continuar com seus estudos de teatro no "Lee Strasberg Theatre Institute".
Depois de vários meses, aceitou a oferta de Fonovideo para protagonizar La Revancha onde representaria Soledad e estaria rodeada de um elenco internacional. A telenovela foi transmitida nos Estados Unidos através da rede Univisión obtendo excelentes resulatados na audiência igual em Porto Rico, Venezuela, México, Espanha, Países Baixos, Grécia e outros países da Europa.
Danna, após protagonizar Pasión de gavilanes ao lado de ator Mario Cimarro, prosseguiu em outros dois projetos com altos índices de audiência, Te Voy a Enseñar a Querer e Corazón Partido transmitidos pela rede Telemundo e Caracol TV da Colômbia.
Também protagonizou a telenovela Alguien te mira, produção da Telemundo. Com só 1,56 cm de altura, Danna é uma das atrizes colombianas mais requisitadas no exterior. Em 2015, se integra a Lo Imperdonable, fazendo a vilã Rebeca Rojos.

## Telenovelas
- Me atrevo a amarte (2025) como Olivia Aguilar de Paz
- Pasión de gavilanes II (2022) como Norma Elizondo de Reyes
- El señor de los cielos (2019-2020) como Violeta Estrella
- Por amar sin ley (2018) como Fanny Quiroz de  Valdez
- Las amazonas (2016) como Diana Santos Luna / Diana Mendoza Luna
- Ruta 35 (2016) como Sofía Bermúdez
- Lo imperdonable (2015) como Rebeca Rojos
- Qué bonito amor (2012) como María Rosario Mendoza García
- Alguien que te mira (2010) como Piedad Estevez
- Bella calamidades (2009) como Dolores "Lola" Carrero
- Un gancho al corazón (2009) como Valentina "La Monita" López
- La traición (2008) como Soledad de Obregón
- Decisiones (2007) como Francisca
- Corazón partido (2006) como Aura Echarri
- Te voy a enseñar a querer (2004) como Diana Maria Rivera
- Pasión de gavilanes (2003) como Norma Elizondo de Reyes
- La revancha (2000) como Soledad Santander / Mariana Ruiz
- Háblame de amor (1999) como Julia / Jimena
- Perro amor (1998) como Sofía Santana
- Al norte del corazón (1997) como Eloísa
- El día es hoy (1996) como Milena
- Victoria (1995) como Victoria
- Café com aroma de mulher (1994) como Marcela Vallejo Cortez
- La otra raya del tigre (1994) como Manuela Santacruz
- La casa de las dos palmas
- La ferza del amor
- Zarabanda
- Azúcar como Caridad
- Solo una mujer
- Al final del arco iris
- No culpes a la playa